# Busmannkapelle

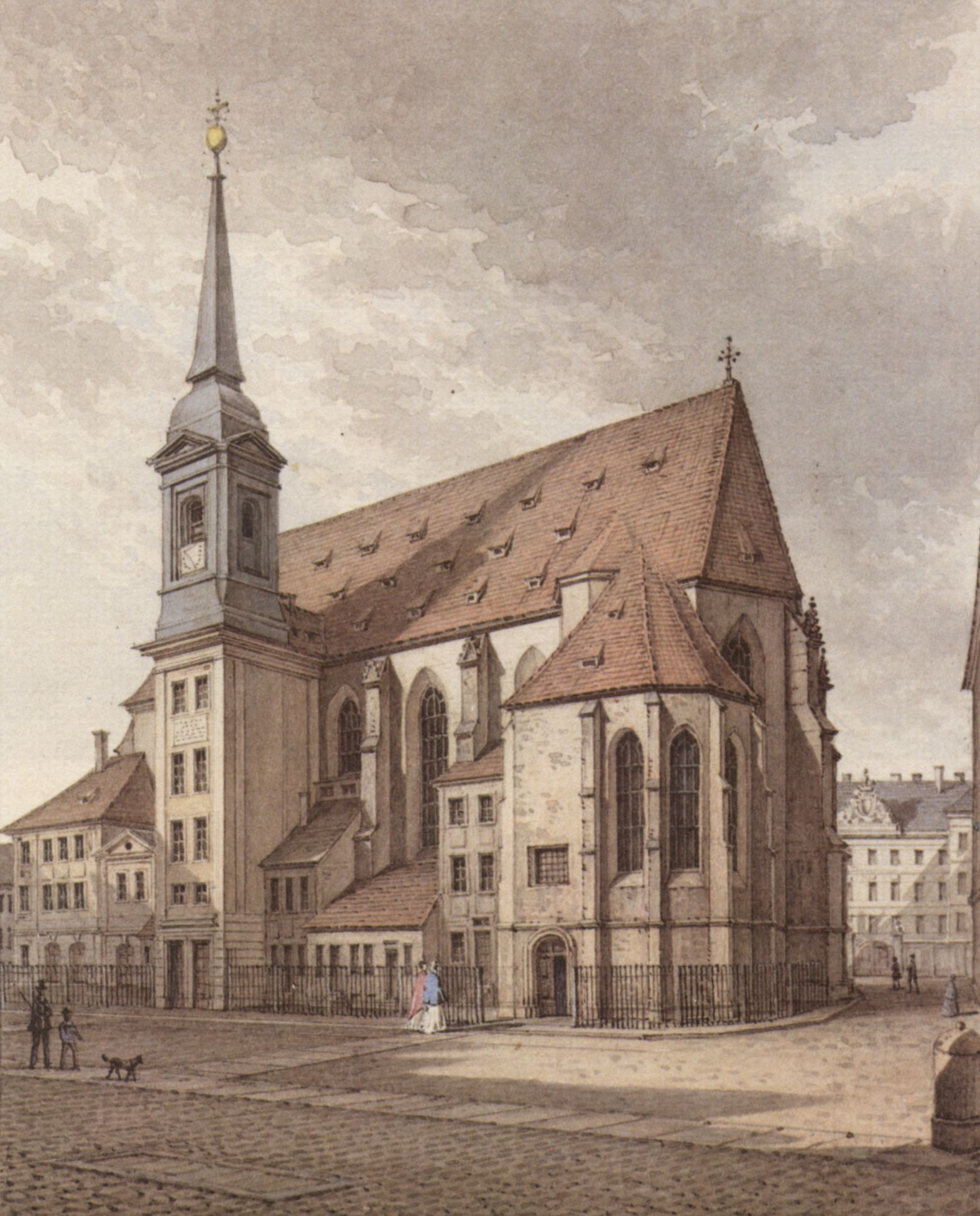
Christian Gottlob Hammer: Sophienkirche, Aquarell 1852. Die Busmannkapelle mit Eingang ist im Vordergrund zu sehen.

Die Busmannkapelle war eine Seitenkapelle der Sophienkirche in Dresden, die um 1400 angebaut wurde. Zu dieser Zeit war die spätere Sophienkirche noch Teil des Dresdner Franziskanerklosters. Die angesehene Patrizierfamilie Busmann stiftete den Anbau als Familien- und Begräbniskapelle. Der bildhauerische Schmuck der Kapelle war der früheste, der in Dresden nachgewiesen ist. Die Büsten der Stifter auf Konsolsteinen sind die ersten überlieferten bildlichen Darstellungen Dresdner Bürger.
Die Busmannkapelle wurde wie die Kirche bei der Bombardierung Dresdens im Februar 1945 zerstört. Ab 1994 existierten Pläne, die Kapelle in moderner Form am ursprünglichen Standort zu rekonstruieren und sie als Erinnerungsort an die zerstörte Sophienkirche zu nutzen. Die Bauarbeiten für die Gedenkstätte Busmannkapelle begannen 2009 und waren 2020 beendet. Im Oktober 2020 wurde die Gedenkstätte unter dem Namen DenkRaum Sophienkirche feierlich eröffnet.

## Die Stifterfamilie Busmann

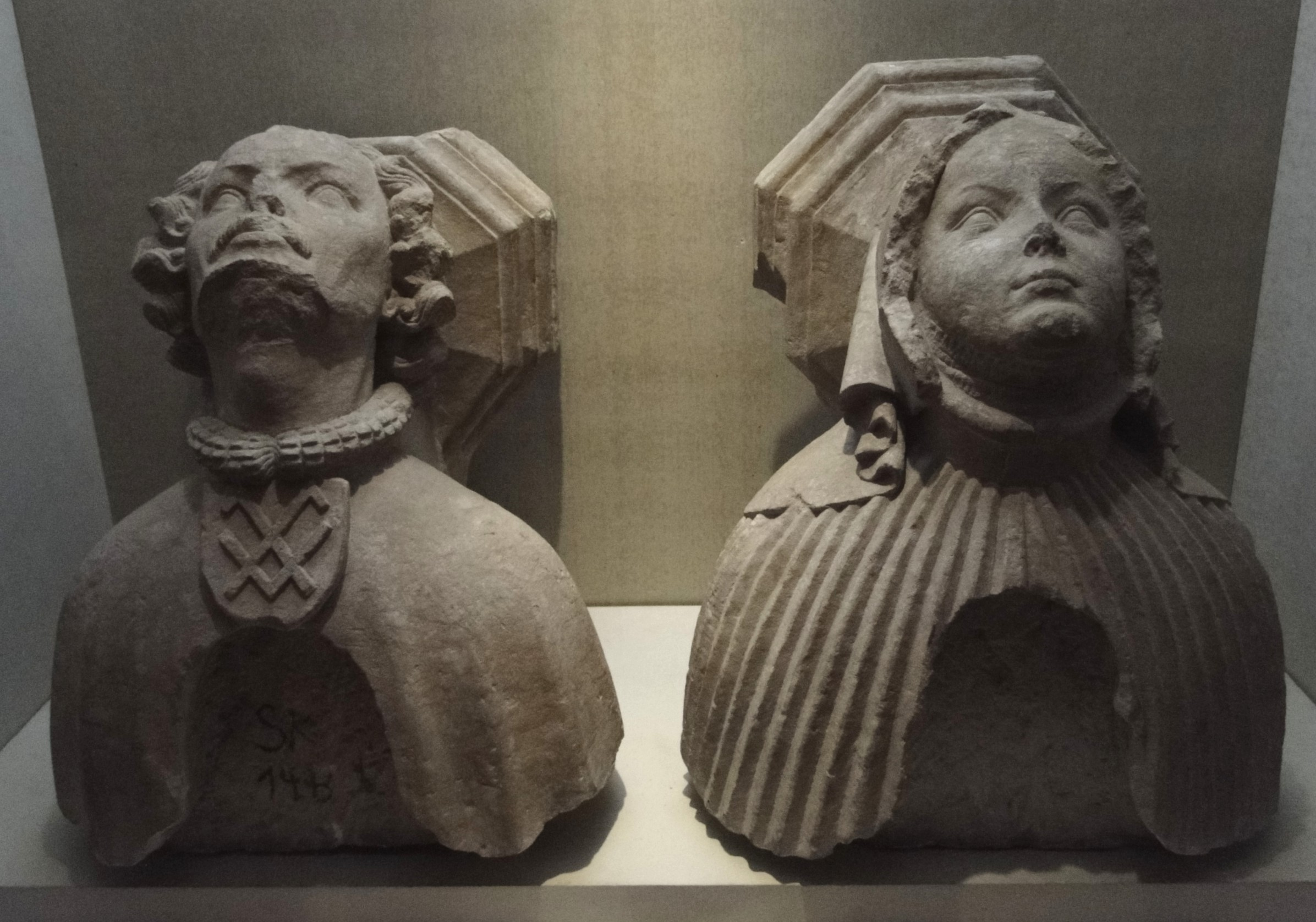
Die Stifter der Kapelle Lorenz Busmann und seine Frau auf Konsolsteinen der Kapelle

Die Kapelle der Familie Busmann an der Südostseite der Kirche, die sogenannte Busmannkapelle, wurde von Lorenz Busmann und seiner Frau gestiftet. Die Familie Busmann war im 14. und 15. Jahrhundert eine der bedeutendsten und außerordentlich wohlhabenden Patrizierfamilien Dresdens. Lorenz Busmanns Name erscheint erstmals 1362 in einer Urkunde; hier wird er als „Ehrbar Mann“ bezeichnet. Busmann war 1387 in den Rat der Stadt eingetreten und insgesamt viermal (1392, 1400, 1403, 1406) Bürgermeister von Dresden. In der etwa einen Quadratkilometer großen Stadt lebten zu der Zeit knapp 4000 Menschen. Mit der sich entwickelnden Warenproduktion und dem Handel bildeten sich stärkere Klassenunterschiede heraus: von Tagelöhnern über ärmere Handwerker bis hin zu wohlhabenden Bürgern/Patriziern und Adeligen. In den Spätmittelalterlichen Stadtbüchern von Altendresden (Band I beginnt 1404 und Band VIII endet um 1550) findet man wenig Eintragungen zu geschichtlichen Fakten. Schließlich sind es Rechnungs- und Amtsbücher. Hier wird Lorencz Bousmann als Bürgermeister erwähnt.
Im Mittelalter entstanden vielerorts geistliche Bruderschaften des Bürgertums, der Handwerker und Zünfte, die oft von einer Ordensgemeinschaft initiiert waren, an der Spiritualität des Ordens ausgerichtet waren und von den Ordensleuten – wie hier den Franziskanern an der Klosterkirche seelsorglich betreut wurden. Bruderschaften verstanden sich als Gebetsgemeinschaft, nahmen an gemeinsamen Messfeiern, Prozessionen und Gottesdiensten teil und leisteten untereinander und gegenüber Hilfsbedürftigen Beistand. Die Mitglieder legten aber keine Ordensgelübde ab. Nach ihrem Tod war auch in Dresden eine Bestattung auf dem Friedhof des Franziskanerklosters erstrebenswert; viele ließen sich in der grauen Kutte eines Franziskaners beisetzen, wie Ausgrabungen bewiesen. Die Nähe zur Gebetsgemeinschaft der Franziskanerbrüder versprach nach damaligen Glaubensvorstellungen „eine schnellere Rettung aus dem Fegefeuer“. Wohlhabende Vertreter der Oberschicht zeigten dabei mehr Prunk: das Begräbnis in einer Kapelle. Voraussetzung dafür war aber eine großzügige Stiftung zu Lebzeiten an das Kloster, wie es bei dem Ehepaar Busman auch geschah, die mit ihrer Familie einer Bruderschaft beim Franziskanerkloster angehörten.
Das Todesdatum von Lorenz Busmann ist unsicher, es liegt zwischen 1406 und Anfang 1407. Die Familie lebte in der Webergasse und hinterließ fünf Söhne.
Ein weiterer Lorenz Busmann der 3. Generation verstarb 1440 und wurde in der Busmannkapelle beigesetzt, ebenso wie die Gattin Elisabeth eines Johannes Busmanns 1478. Weitere bekannte Familienmitglieder sind Heinrich Busmann, der dem Herzog Albrecht 1476 in das gelobte Land folgte und auf der Reise verstarb sowie Martin Busmann, der das Franziskanerkloster noch 1486 unterstützte.

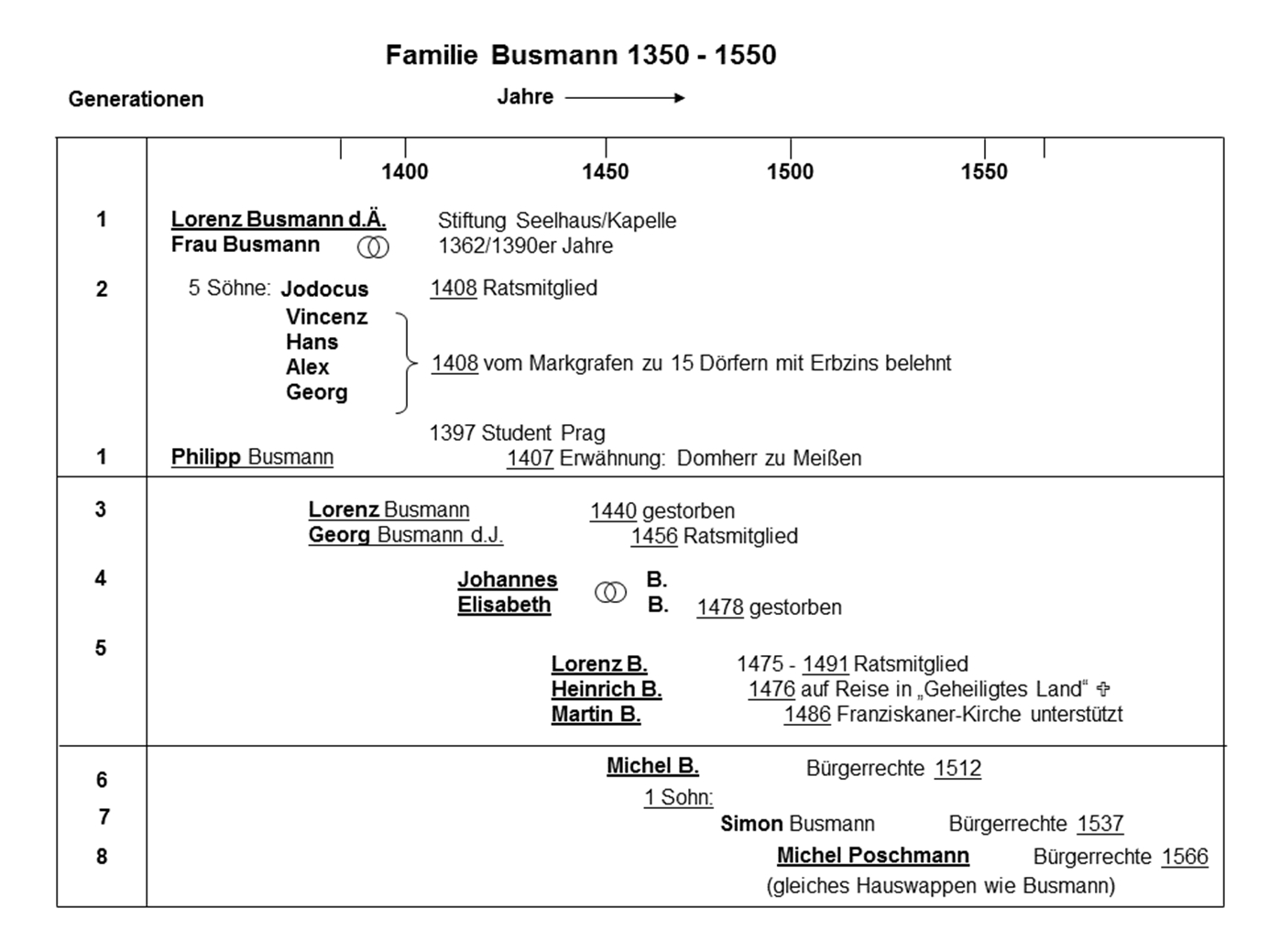
Nachfahren des Stifterpaares Busmann

## Geschichte

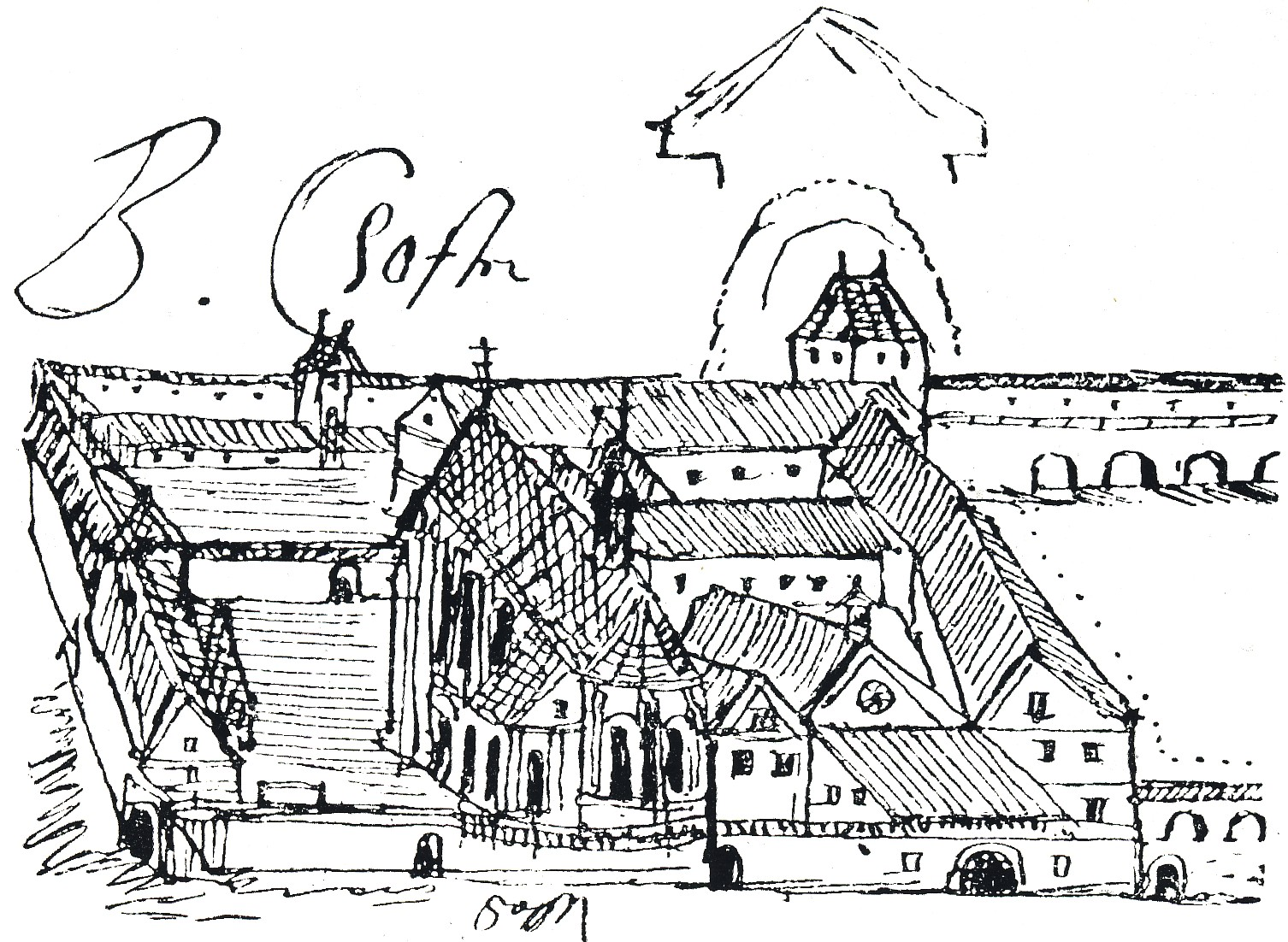
Kloster mit zentraler Klosterkirche, bereits um 1555 mit der Busmannkapelle, vorn links am Kirchenbau

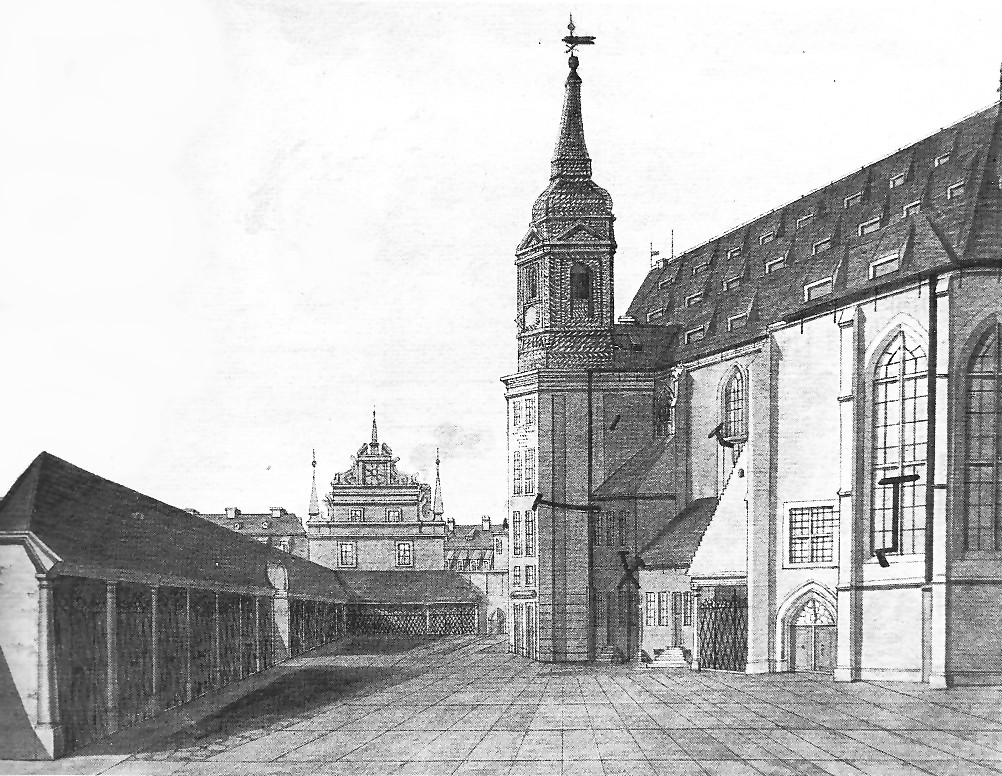
Sophienkirche mit Busmannkapelle im Vordergrund; aquarellierte Zeichnung von Kannegießer um 1810

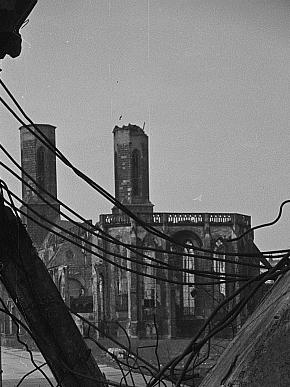
Die Sophienkirche mit der Busmannkapelle nach Einbruch der Gewölbe 1953 aus Osten gesehen

Bereits 1351 war eine neue Klosterkirche für das 1272 erstmals erwähnte Franziskanerkloster in Dresden erbaut worden. Am Südchor der zweischiffigen Saalkirche schuf ein unbekannter Baumeister vermutlich zwischen 1398 und 1406 die Busmannkapelle. Sie diente der Familie Busmann als Kapelle und Begräbnisstätte. Bis 1552 hatte die Kapelle einen Altar mit einer Darstellung des Heiligen Grabes.
Nach der Reformation wurde das Kloster profaniert und unter anderem als Zeughaus und Lagerstätte für Nahrungsmittel genutzt. Nachdem die Sophienkirche wieder als Gotteshaus geweiht worden war, richtete man die Kapelle um 1600 als Eingangshalle ein. Um 1720 erhielt die Sophienkirche eine neue Silbermann-Orgel, die ihren Platz auf der Empore über dem Südchor fand. In dieser Zeit wurde auf halber Höhe der Fenster der Busmannkapelle eine Decke eingezogen und der so entstandene Oberraum als Bälgekammer für die Orgel genutzt.
Wahrscheinlich bereits um 1720, sicher aber ab 1737 diente die Kapelle dem Oberhofprediger als Sakristei – die Sophienkirche erhielt 1737 den Status einer evangelischen Hofkirche. In der Kapelle fanden ab dem 17. September 1737 Privatkommunionen statt. Dafür bekam sie einen Zugang durch die Südwand der Sophienkirche. Aus der 1737 aufgelösten Schlosskapelle erhielt die Busmannkapelle den Altar von Wolf Caspar von Klengel sowie einen Taufstein von Hans Walther II.
Es ist umstritten, ob die Kapelle tatsächlich, wie in einem Grundriss vor 1864 sichtbar, von 1737 bis 1864 mit einer Wand unterteilt war: „In den barocken Grundrissen ist diese Trennwand vorgesehen und nach den Plänen von Cornelius Gurlitt auch eingezogen worden“. In der zeitgenössischen Literatur wird die Trennwand hingegen nicht erwähnt.
Bereits 1824 wurde die Kapelle neu ausgemalt und mit Stuck im Stil der Neogotik versehen. Im Jahr 1864 erfolgte der große Umbau der Sophienkirche unter Christian Friedrich Arnold. Die Kapelle erhielt Maßwerkfenster und die Orgel der Sophienkirche bekam ihren neuen Platz an der nördlichen Westempore, sodass die 1737 eingezogene Decke der Kapelle entfernt werden konnte. Die Busmannkapelle war nun wieder einräumig. An der Westwand errichtete man auf den Pfosten der Bälgekammer eine Empore, die „von einer im Seitengang zu den Emporen führenden Treppe aus“ begehbar war. Gleichzeitig wurde der Eingang zur Kapelle verlegt. War zuvor ein direkter Zugang von außen möglich, konnte die Kapelle nun nur noch über den in der Südwand befindlichen und verbreiterten Zugang von 1737 und einen Eingang von den neu geschaffenen Gängen des Seitenschiffs von 1864 betreten werden. Der Holzfußboden der Kapelle wurde durch Steinplatten ersetzt und die Kapelle neu gestrichen. Im Jahr 1875 besserte Arnold die Rippengewölbe aus und ergänzte Maßwerk und Gewände der Fenster. Von 1875 bis 1910 war in der Kapelle das Nosseni-Epitaph aufgestellt.
Bei der Renovierung der Sophienkirche im Jahr 1910 wurde unter der Busmannkapelle eine neue zweiräumige Krypta angelegt, die die alte Krypta der Kirche unter dem Altarbereich ersetzte. Dabei fand man in 4,5 Metern Tiefe Grüfte, in denen sich neben Knochenresten auch Frauentrachten des 15. Jahrhunderts sowie Kutten der Franziskaner erhalten hatten. Da in der Kapelle wahrscheinlich ausschließlich Mitglieder der Familie Busmann ihre letzte Ruhestätte fanden, sind die Kleiderfunde der Familie Busmann zuzuordnen. Die Bestattung männlicher Familienmitglieder im Habit der Franziskaner zeigt, dass zahlreiche Mitglieder der Familie als Tertiaren oder Mitglieder einer beim Kloster bestehenden Bruderschaft eng mit dem Kloster verbunden waren. Die neue Krypta wurde von Hans Erlwein entworfen und durch Paul Rößler ausgemalt. Sie war nur von der Busmannkapelle aus begehbar und enthielt unter anderem die kunstvollen Särge der Wettiner.
Im Februar 1945 brannte die Busmannkapelle wie der Rest der Kirche aus. Die Gewölbe stürzten 1946 zusammen. Einige Architekturfragmente der Kapelle konnten geborgen werden, bevor die Busmannkapelle wie der Rest der Kirche von 1962 bis 1963 abgetragen wurde.

## Raumbeschreibung

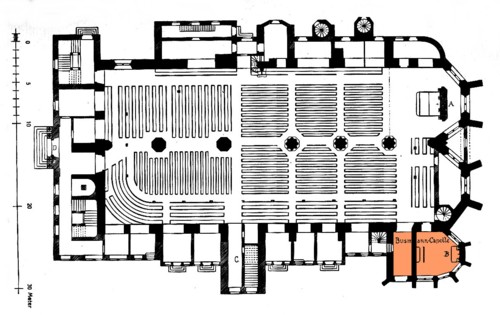
Sophienkirchengrundriss (Busmannkapelle farbig) vor 1864

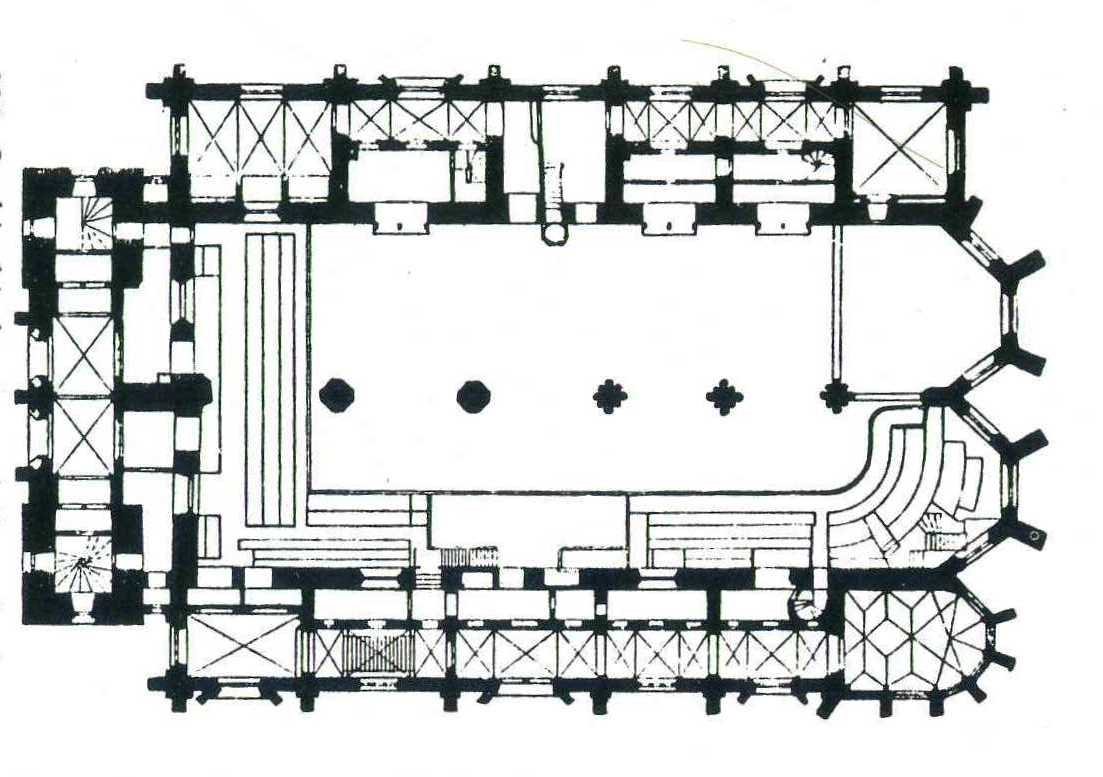
Grundriss nach 1868

Die Busmannkapelle war ein hoher, fünf Meter breiter und acht Meter langer Raum. Sie besaß ein sechsteiliges Sterngewölbe, das bei der Überwölbung der Kirche in der zweiten Hälfte des 15. Jahrhunderts entstanden war. „Das Netzwerk des Gewölbes ist namentlich gen Osten von origineller Lösung, feingliederig und an den Kreuzungen mit kleinen runden Schlusssteinen versehen“. Der Kapelleninnenraum war mit Stuck im Stil der Neogotik ausgeschmückt.
Im Osten befand sich eine kleine, aus einem unregelmäßigen Achteck gebildete Choranlage. „Sechs Strebepfeiler wirkten dem Schub des mit einem abgewalmten Satteldach bedeckten Gewölbes entgegen.“ Zwischen den Pfeilern lagen fünf hohe Spitzbogenfenster.
In den Chorecken befanden sich Runddienste, die die Wände gliederten und sich aus den Kehlungen der Fenstergewände entwickelten. Von den Runddiensten wiederum gingen die Rippen des Gewölbes aus. Auf halber Höhe der Dienste waren gestaltete Konsolsteine angebracht. Die Konsolbüsten von Bürgermeister Lorenz Busmann und seiner Frau flankierten dabei den vor dem zweiten Fenster aus östlicher Richtung aufgestellten Altar. Vor dem Altar waren in mehreren Reihen Stühle aufgestellt, in deren Mitte der Taufstein stand.
Auf der Westseite der Kapelle befanden sich auf halber Fensterhöhe „vier sehr eigenartige […], in Stein eine Holzconstruction nachahmende […] Stützen“, die Pfosten des früheren Bälgekammerbodens. Die Stützen nutzte man um 1864 für eine eingebaute, balkonartige Empore, die eine Balustrade mit gotischem Maßwerk trug.
Im Jahr 1824 wurden die Butzenscheiben der Kapelle durch breitere Fensterscheiben ersetzt. Während des Umbaus unter Arnold 1864 erhielt die Kapelle Maßwerkfenster, wobei vier Fenster zweibahnig und das südlichste dreibahnig ausgeführt wurden. Das Maßwerk wurde zwar 1875 ausgebessert, doch merkte Cornelius Gurlitt bereits um 1900 an, dass die Maßwerkfenster nicht mehr erhalten seien.
Der Eingang zur Kapelle erfolgte bis 1864 durch ein Rundbogenportal im Südwesten der Kapelle, über dem sich ein kleines Fenster befand. Während der Umbauten ab 1864 wurde das Portal vermauert. Der Zugang zur Kapelle erfolgte seitdem über einen großen Durchgang vom Kirchenschiff und einen kleineren von den 1864 geschaffenen seitenschiffartigen Gängen.

## Ausstattung
Der bildhauerische Schmuck der Kapelle ist der früheste, der in Dresden nachgewiesen ist. Es handelte sich nachweisbar um den bis 1552 in der Kapelle befindlichen Altar mit der Darstellung des Heiligen Grabes, die Figur einer knienden Frauengestalt und verschiedenartig gestaltete Konsolsteine. Während der Altar und die Frauenfigur 1945 zerstört wurden, haben sich vier Konsolsteine erhalten. Fritz Löffler bezeichnete den Altar und die Konsolbüsten als „die frühesten Bildwerke von Bedeutung, die Dresden aufzuweisen hat“. Weitere Einrichtungsgegenstände, wie ein Nachfolgealtar und der Taufstein, stammten aus der alten Schlosskapelle.

### Altar

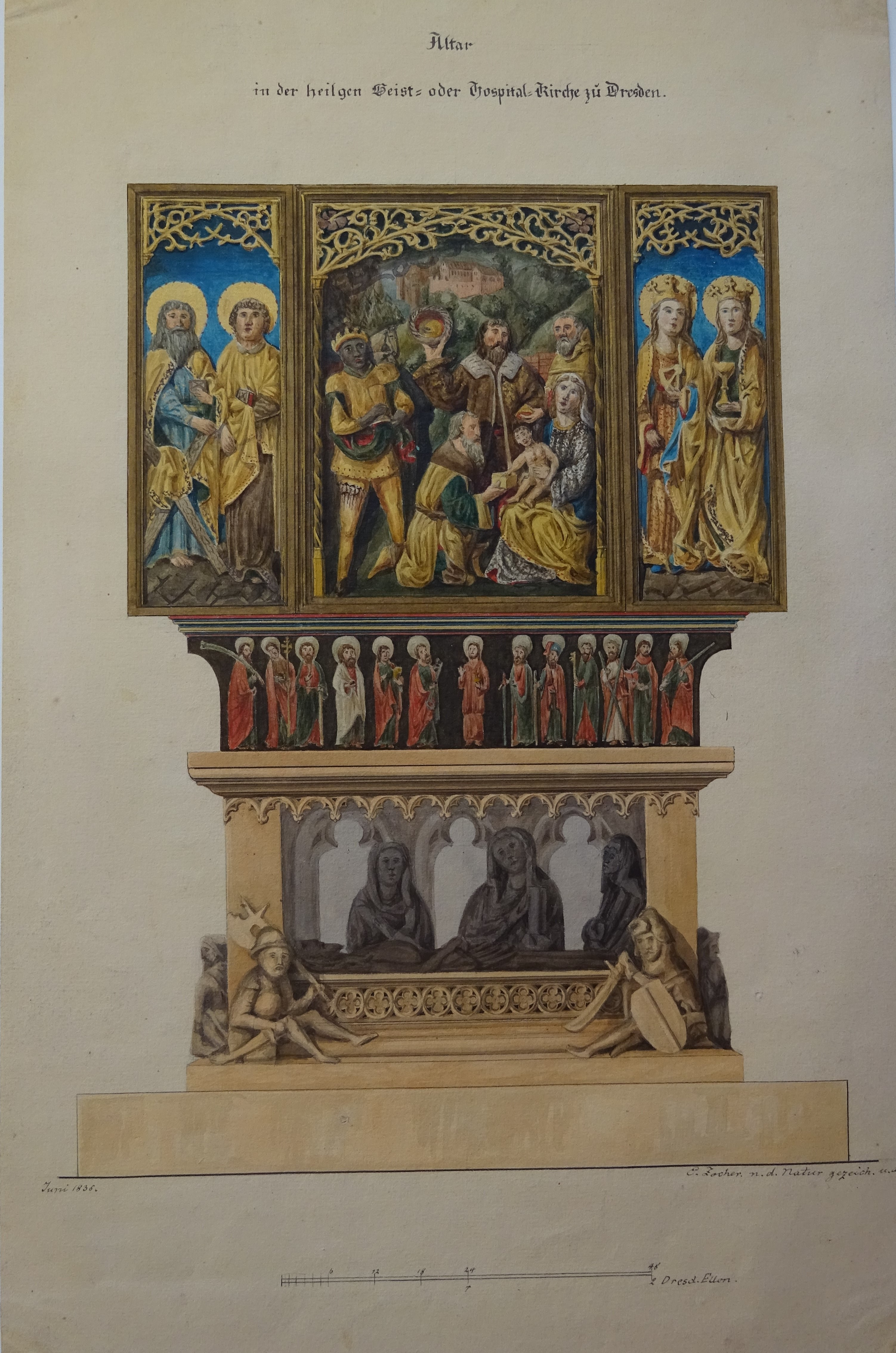
Ernst Wilhelm Zocher, colorierte Aufrisszeichnung von Altar, Predella und Heiligem Grab, 1835

#### Altar mit dem Heiligen Grab

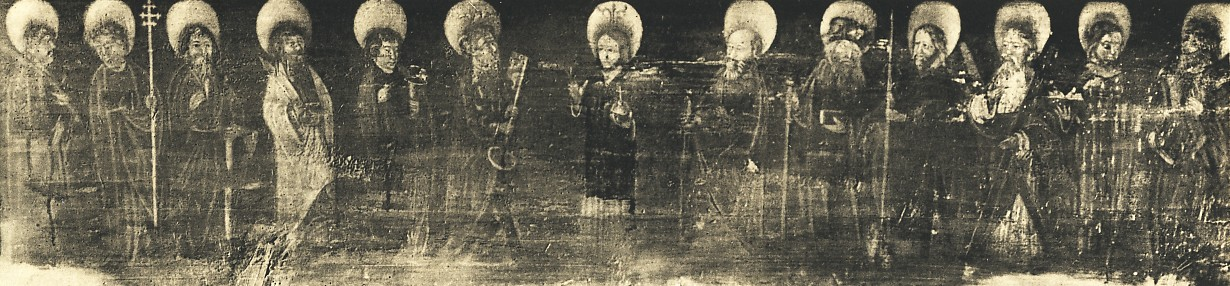
Predella mit der Darstellung von Jesus und 12 Aposteln in Temperafarben

Das Alter und der Künstler des ersten Altars der Busmannkapelle sind nicht bekannt. Die Entstehungszeit wird auf Anfang des 15. Jahrhunderts geschätzt. Während Albert von Eye in der Skulpturengruppe einen Nachklang der älteren sächsischen Bildhauerkunst vermutete, sah Gurlitt eine Parallele zur schwäbisch-böhmischen Schule und eine innere Verwandtschaft mit dem Heiligen Grab in Schwäbisch Gmünd aus dem Jahr 1410 als gegeben an.
Nach der Säkularisation des Franziskanerklosters und damit der Kirche ging der Altar im Jahr 1552 aus der Busmannkapelle in den Besitz des Bartholomäus-Hospitals über und wurde in der Hospitalkirche St.-Bartholomäus aufgestellt. Als das Hospital 1839 abgebrochen wurde, gelangte das Stück in den Besitz des Königlich Sächsischen Altertumsvereins, der es im Palais im Großen Garten einlagerte. Hier wurde der Altar, von dem sich bereits um 1900 nur Teile erhalten hatten, bei der Bombardierung Dresdens im Februar 1945 zerstört.
Der Altar war aus Sandstein gefertigt und bestand aus einem Altartisch mit der Darstellung des Heiligen Grabes auf einer Sockelplatte und einem Aufsatz. Ohne Platte war der Altartisch 105 Zentimeter hoch, 173 Zentimeter breit und 126 Zentimeter tief.
Heiliges Grab

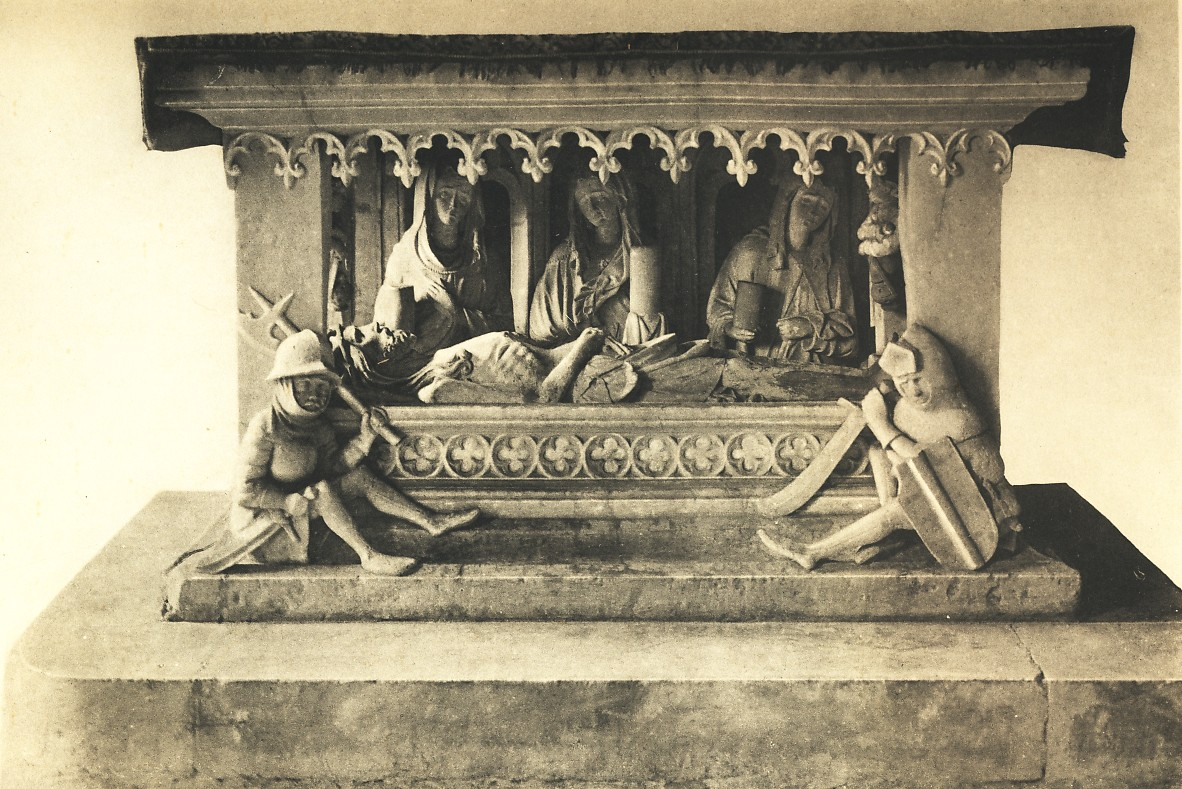
Heiliges Grab, Foto 1910

Vier rechteckige Pfeiler trugen eine kräftig profilierte Platte, die am unteren Profil ein Spitzenrundbogenfries hatte. Die Bogen hatten Nasen und endeten in Lilien. Die eigentliche Tumba, auf der Jesus lag, schmückte ein Maßwerkfries. Zwischen den Steinpfeilern an den Schmalseiten und vor dem Grab standen insgesamt vier Wächter.
Der Körper Jesu war 118 Zentimeter lang. Sein Kopf – das Gesicht mit eingefallenen Wangen und geschlossenen Augen – lag auf einem Kissen und die Hände waren auf dem Oberkörper gekreuzt. Die einzige Bekleidung der Figur stellte ein Lendenschurz dar. Gurlitt bezeichnete die Jesusfigur als eine der „edelsten Schöpfungen deutscher Plastik“. Die Figur war teilweise farbig gehalten, so waren die Locken Jesu schwarz bemalt und die Brustwunde zeigte noch um 1900 Spuren roter Farbe.
Hinter Jesus befanden sich drei 63 Zentimeter hohe Frauendarstellungen, die Kopftücher und weite Mäntel trugen. Alle drei hielten Salbbüchsen in der Hand. Zu Kopf und zu Füßen der Jesusfigur stand an den Schmalseiten je ein Engel mit langen Flügeln, der ein Weihrauchbecken schwang.
Möglicherweise ebenfalls zum Grab gehörte eine bis 1945 erhalten gebliebene kniende Frauengestalt, die 72 Zentimeter hoch war. Gurlitt sah in ihr eine Stifterfigur, die ursprünglich links neben dem Grab aufgestellt worden war und deren männliches Pendant bereits um 1900 verloren gegangen war. Otto Wanckel bezeichnete sie als Magdalenengestalt, die zu einer Kreuzigungsgruppe über dem Heiligen Grab gehörte; eine Deutung, die Fritz Löffler als „die wahrscheinlichere“ bezeichnete.
Predella
Auch die 35 Zentimeter hohe Predella des darauf stehenden Altaraufsatzes hatte sich um 1900 erhalten und besaß seitlich das Wappen der Familie Busmann. Die Predella war mit Tempera bemalt und zeigte eine Heilandsfigur sowie zu dessen Seite je sechs Apostel. Die Figuren besaßen unverhältnismäßig große Köpfe und unbeholfen oval dargestellte Heiligenscheine, sodass das Werk als die Arbeit eines „handwerksmäßigen Künstlers“ eingeordnet wurde. Der um 1900 darüber stehende Schrein gehörte nicht zum ursprünglichen Altar, sondern stammte nach Gurlitt möglicherweise von der Dreikönigskirche.

#### Altar der Schlosskapelle

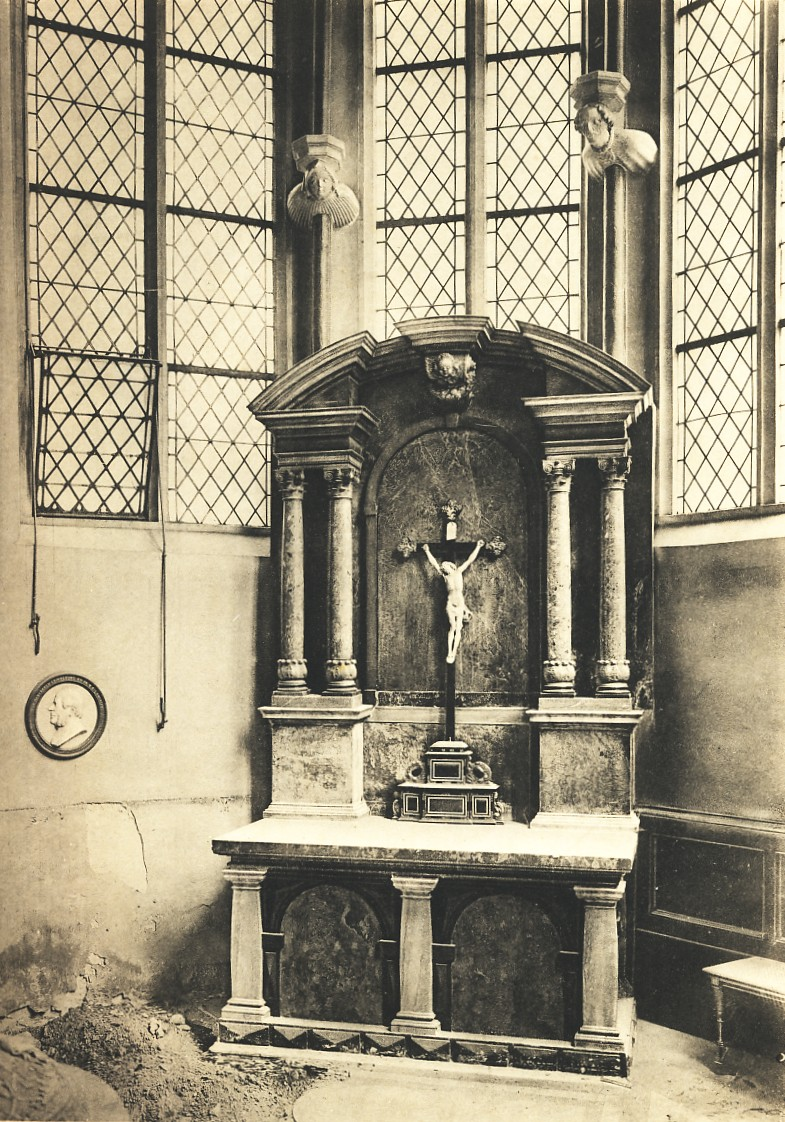
Altar der ehemaligen Schlosskapelle um 1910

Im Jahr 1737 bzw. 1738 erhielt die Busmannkapelle den Altar der säkularisierten Schlosskapelle. Er stammt aus dem Jahr 1662 und „ist wohl zweifellos ein Werk des Oberbaumeisters Wolf Caspar Klengel“. Klengel hatte 1659 untersucht, welche sächsischen Edelsteine noch vorhanden und welche Marmorbrüche noch ergiebig sind. Die Bestrebungen Kurfürst Friedrich Augusts I., vermehrt einheimische Gesteine zu verwenden, zeigte sich am Altar, dessen Hauptschmuck verschiedene sächsische Gesteinsarten waren. Eine Ausnahme bildeten die vier Säulenschäfte aus grünem Gestein. Sie wurden der Legende nach aus einem Marmorblock gehauen, den Herzog Albrecht 1476 aus dem Heiligen Land mit nach Sachsen gebracht hatte und der ihm dort als ein Rest des Tempels zu Jerusalem geschenkt worden war.

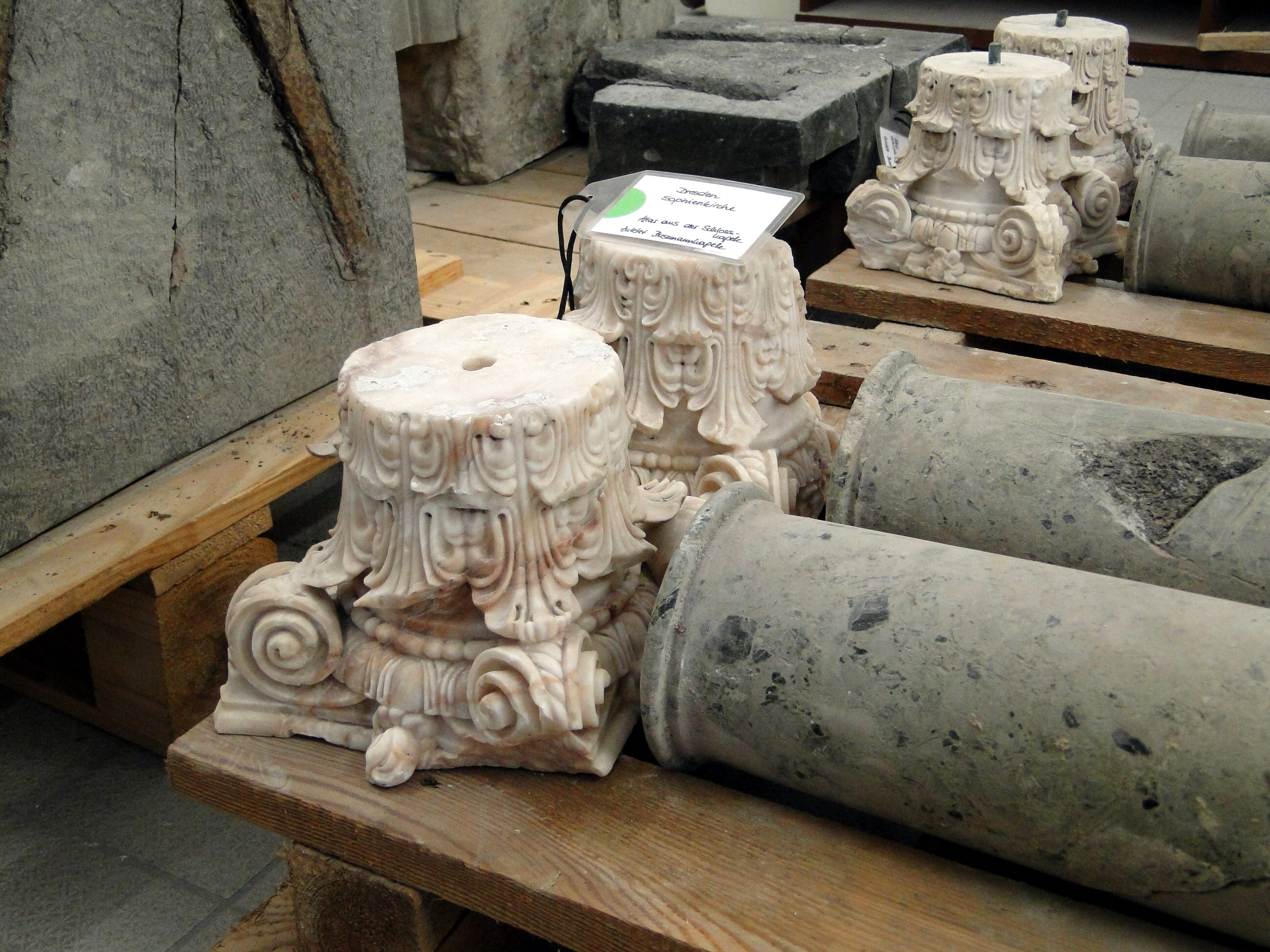
Säulen und Kompositkapitelle des Altars im Landesamt für Denkmalpflege Sachsen

Der Altartisch hatte eine Platte aus rotem, weißgeadertem Marmor, die von schweren Pilastern aus schwarzem Marmor getragen wurde. Zwischen den Pilastern befand sich eine Bogenarchitektur aus Serpentin und Felder aus rotem Marmor.
Der Altaraufsatz hatte auf Postamenten aus rotem Gestein je zwei Säulen. Deren Basis war aus rotem Kalkstein, ein mit Blattwerk verziertes Zwischenglied aus Alabaster aus Weißensee und die 97 Zentimeter hohen Schäfte aus grüner, möglicherweise Jerusalemer Brekzie. Darüber befanden sich Kompositkapitelle, die ebenfalls aus Weißenseer Alabaster geschaffen waren. Ein stark verkröpftes Gebälk aus Crottendorfer Marmor schloss den Altar in einem Rundbogen ab. Zwischen den Säulen befand sich eine einfache, leere Platte aus rotem Gestein, vor der später ein Kruzifix stand.
Nach der Bombardierung Dresdens wurde der Altar bereits nach Kriegsende 1945 vermessen und der zu dem Zeitpunkt vermutlich weitgehend unbeschädigte Aufbau des Altars geborgen. Altartisch und Mensa verblieben in der Busmannkapelle, wo sie beim Einsturz der Gewölbe erheblich beschädigt wurden. Sie sind heute nicht mehr erhalten. Das Kruzifix konnte geborgen werden, allerdings ist sein derzeitiger Standort unbekannt.
Der Altaraufbau wurde vermutlich bei Umlagerungen beschädigt. Seine Überreste lagern derzeit im Landesamt für Denkmalpflege Sachsen. Erhalten sind neben den vier Säulen die Zwischenglieder und Kompositkapitelle aus Alabaster, weite Teile des verkröpften Gebälks und einzelne Ab- und Anschlussplatten. Nicht erhalten haben sich die Postamente und die zwischen den Säulen befindliche Platte. Es wird vermutet, dass sie, entgegen den Angaben Cornelius Gurlitts, nicht aus rotem Marmor bestand. Die Fläche der Platte wäre zum einen ungewöhnlich groß gewesen. Zum anderen lassen fehlende Überreste im Gegensatz zum sonst weitgehend erhaltenen Aufbau darauf schließen, dass die Platte nur gemauert und verputzt gewesen ist bzw. eine Marmorierung aufgemalt wurde. Der Altar soll auf Grundlage der 1945 vorgenommenen Vermessungen rekonstruiert und anschließend in der derzeit entstehenden neuen Schlosskapelle aufgestellt werden.

### Taufstein
Im Jahr 1737 bekam die Busmannkapelle den Taufstein der im selben Jahr säkularisierten Schlosskapelle. Es handelte sich um ein Werk aus Sandstein von Hans Walther II aus dem Jahr 1558. Der Taufstein wurde 1602 mit farbigen Steinen, unter anderem Jaspis, verschiedenen Marmorsorten und Serpentin verziert und erhielt möglicherweise erst zu der Zeit den Säulenschmuck auf dem Kelch. Der Taufstein soll im Jahr 1606 erneut verändert worden sein. Er wurde bei der Bombardierung Dresdens im Februar 1945 schwer beschädigt. Die Rekonstruktion des Taufsteins aus zahlreichen erhaltenen Fragmenten erfolgte 1988 und 1989 durch die Dresdner Bildhauerwerkstatt Hempel und das Landesamt für Denkmalpflege Sachsen. Der fragmentarisch erhaltene Taufstein befindet sich heute im Landesamt für Denkmalpflege Sachsen in Dresden.
Der Taufstein ist 115 Zentimeter hoch und hat einen maximalen Durchmesser von 88 Zentimetern. Der Fuß wird durch vier Pilaster geteilt, die mit Bögen verbunden sind. In den Bögen befinden sich Putten in Trauerkleidung. Den Bauch des kelchartigen Taufsteins gliedern vier Doppelhermen, zwischen denen sich Blumengirlanden mit Putten und Vögeln befinden. Darüber liegt eine durchgehende Reihe mit Diamantquadern in unterschiedlichen Marmorarten.
Den Kelch gliedern viermal zwei ionische Säulen, zwischen denen sich sowohl Nischen in Serpentin als auch vier vergoldete Alabasterreliefs befanden. Sie zeigten die Sintflut mit der Arche Noah, den Gang durch das Rote Meer, die Taufe Jesu und die Kindersegnung. Während das Taufbecken aus rotem Marmor geschaffen ist, war der Taufdeckel mit Löwenfratzen, Rankenwerk und Mäanderrand aus Holz verziert. Der Taufdeckel, der als mittigen Abschluss vergoldet das ruhende Lamm Gottes besaß, ist nicht erhalten. Gurlitt sah Fuß, Relief und Taufdeckel als Werk Walthers an, während er die anderen Teile als Ergänzungen aus der Zeit nach 1600 einordnete.

### Konsolsteine
Die konsolartigen Bauglieder befanden sich in den Chorecken. Sie ragten in halber Fensterhöhe in den Raum. Gurlitt vermutete, dass die Konsolen ursprünglich Statuen trugen. Die Konsolsteine besaßen eine unterschiedliche Ausführung. Sie waren als Oberkörper einer Frau, eines Mannes, als geflügelter Mensch, Blattwerk und Adler gestaltet. Robert Bruck vermutete 1912, dass an um 1900 leeren Chorecken weitere Konsolsteine befestigt waren. Analog zum Adler (Sinnbild des Apostel Johannes) und dem Menschen (Sinnbild des Matthäus) ging Bruck davon aus, dass die fehlenden Steine einen Löwen (Sinnbild für Markus) und einen Stier (Sinnbild für Lukas) darstellten. Diese wurden bei dem Durchbruch der Wand zum Kirchenschiff möglicherweise um 1701 mit den Diensten abgeschlagen. Bruck erwähnte zudem weitere sieben Konsolsteine, die um 1910 bei Grabungen gefunden wurden: Vier zeigten Blattwerk, einer einen Kopf mit Blattwerk, einer einen Pelikan mit seinen Jungen und ein weiterer eine Tierdarstellung. Keiner dieser sieben Steine ist erhalten.
Der Stein des Adlers war um 1912 noch vorhanden, ging jedoch verloren. Erhalten haben sich vier Konsolsteine: Zwei Büsten und die Konsole mit dem geflügelten Menschen aus feinkörnigem (Labiatus-)Sandstein, die 1945 geborgen wurden, sowie die Blattwerkkonsole aus grobkörnigem Elbsandstein, die erst in den 1960er Jahren während des Abbruchs der Kapelle geborgen wurde. Alle vier kamen in das Dresdner Stadtmuseum, wo Restauratoren sie von Übermalungen der Jahrhunderte befreiten sowie untersuchten. Insgesamt stellte man dabei acht verschiedene Farbschichten fest, darunter drei Schichten Grau in Kalkfarbe.
Von besonderer Bedeutung sind die Konsolbüsten des Mannes und der Frau, die „für die mittelalterliche Bildhauerkunst in Dresden beachtenswerte Schöpfungen [darstellen], da man an ihnen deutlich erkennt, daß der Künstler Porträtdarstellungen schuf“. Sie sind zudem die frühesten erhaltenen Porträtdarstellungen Dresdner Bürger. Die Büste des Mannes trägt die Hausmarke der Familie Busmann, sodass als sicher gilt, dass es sich bei den Dargestellten um den Stifter Lorenz Busmann und seine Gattin, deren Name nicht bekannt ist, handelt.
Fritz Löffler sah in den Büsten Gemeinsamkeiten mit Werken der Parler-Schule, wie zum Beispiel der Büste des Matthias von Arras oder dem Kopf der Tumba Ottokar II. Přemysls, und bezeichnete sie als „kostbarstes figurales Werk“ der Kapelle.

## DenkRaum Sophienkirche

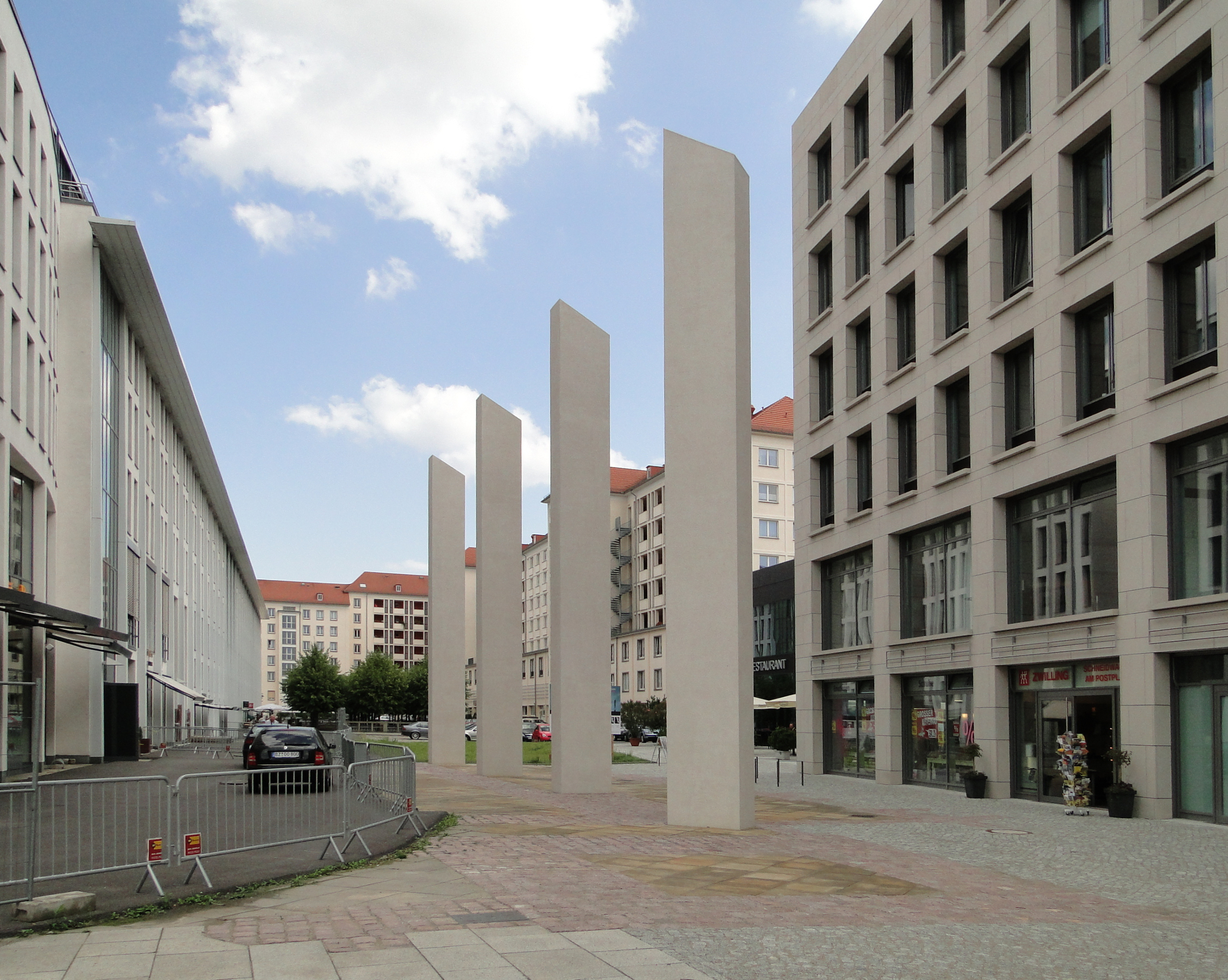
Gedenkstätte zu Beginn der Arbeiten im August 2009

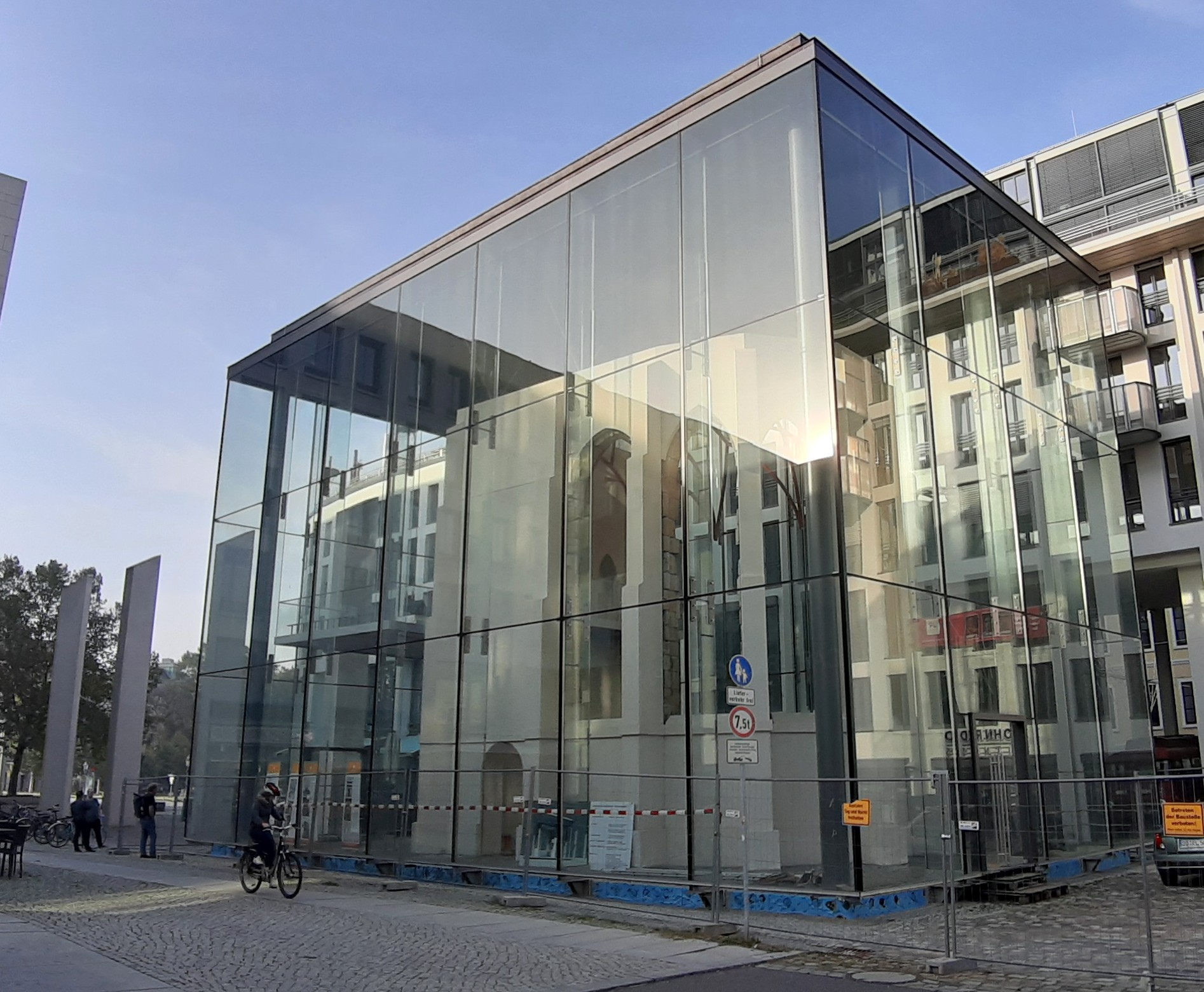
Busmannkapelle 2019

Die Dresdner Stadtverordnetenversammlung beschloss bereits 1994, dass eine Gedenkstätte für die Sophienkirche errichtet werden soll. Eine Grundforderung der Ausschreibung war, dass erhaltene Architekturfragmente der Busmannkapelle in die Gestaltung der Gedenkstätte einfließen sollten. Dazu gehörten:
- 40 Dienstwerkstücke
- 06 Rippenanfänger
- 23 Laibungsbogenstücke
- 01 Sohlbankstück
- 21 Gewändestücke
- Maßwerkreste der Fenster aus dem Jahr 1864
- 03 Kragsteine (Westempore)
- 04 Konsolsteine (Frau Busmann, Lorenz Busmann, Engel, Blattwerk)

Zum Schutz der Originalstücke sollten diese in einem geschlossenen Raum präsentiert werden und „mit der ortsgebundenen Präsentation der erhaltenen Architekturteile […] die Geschichte der Sophienkirche mit der Busmannkapelle fortgeschrieben werden.“

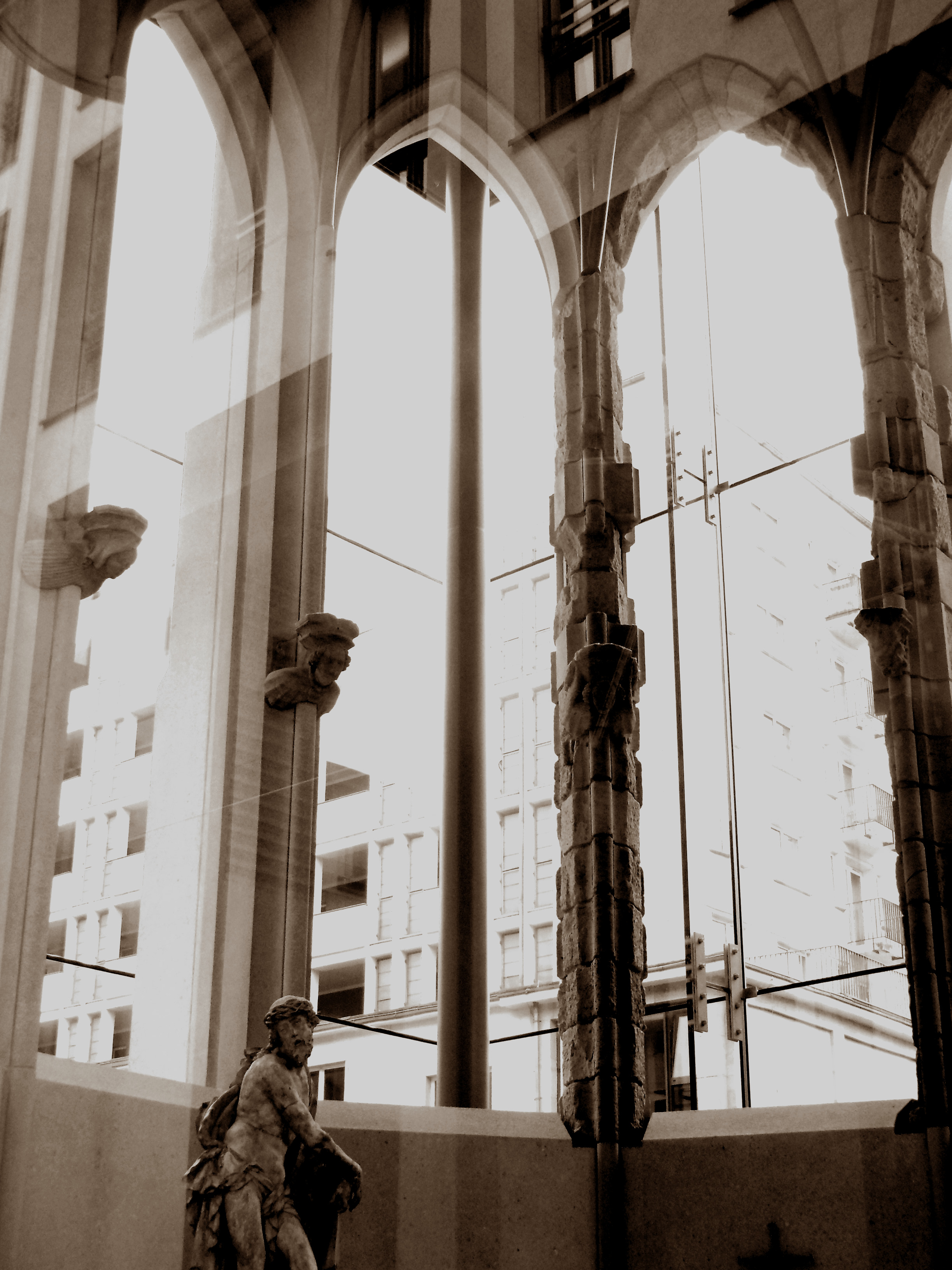
Gedenkstätte mit Konsolbüsten der Busmanns

Beim 1995 ausgeschriebenen Architektenwettbewerb setzte sich aus zwölf Bewerbungen ein Entwurf des Dresdner Architektenbüros Gustavs und Lungwitz durch, der eine räumliche Reproduktion der Busmannkapelle am ursprünglichen Ort vorsah. Die Bauplastik soll von einer gläsernen Vitrine umschlossen werden. „Zur Verdeutlichung des Zusammenhanges zwischen Busmannkapelle und Sophienkirche werden die Strebepfeiler der Franziskanerkirche als stilisierte Stelen errichtet“, so der Entwurf des Architektenbüros. Der Aufbau der ersten vier Stelen begann am 13. Februar 2009; die Einweihung des Gebäudes unter dem neuen Namen DenkRaum Sophienkirche erfolgte am 9. Oktober 2020. Die Kosten für die Gedenkstätte beliefen sich auf über 4,8 Millionen Euro.